# Rally Ajdovščina
Rally Ajdovščina je avtomobilistična dirka v Ajdovščini ter v Vipavski dolini. Rally je bil prvič organiziran leta 2007 s strani AK Ajdovščina Motorsport in njegovega predsednika Silvana Lulika. Dirka zajema tudi znamenite Žabeljske rajde, najbolj popularen odsek državnega prvensva v rallyju.
Tomaž Kaučič je najuspešnejši dirkač na tej dirki z dvema zmagama.

## Zmagovalci
| Leto | Dirkač        | Sovoznik      | Dirkalnik              |
| ---- | ------------- | ------------- | ---------------------- |
| 2007 | Tomaž Kaučič  | Peter Zorenč  | Subaru Impreza N11     |
| 2008 | Tomaž Kaučič  | Peter Zorenč  | Mitsubishi Lancer EVO9 |
| 2009 | Darko Peljhan | Igor Kacin    | Mitsubishi Lancer EVO9 |
| 2010 | Aleks Humar   | Darko Lah     | Subaru Imreza N14      |
| 2011 | Piero Longhi  | Luigi Pirollo | Škoda Fabia S2000      |